# Bourreria
Bourreria är ett släkte av strävbladiga växter. Bourreria ingår i familjen strävbladiga växter.

## Bildgalleri

## Dottertaxa tillBourreria, i alfabetisk ordning[1]
- Bourreria albopunctata
- Bourreria andrieuxii
- Bourreria baccata
- Bourreria badia
- Bourreria bolivarensis
- Bourreria brachypoda
- Bourreria cassinifolia
- Bourreria costaricensis
- Bourreria cumanensis
- Bourreria cuneifolia
- Bourreria divaricata
- Bourreria domingensis
- Bourreria grandicalyx
- Bourreria grayumii
- Bourreria hintonii
- Bourreria homalophylla
- Bourreria huanita
- Bourreria litoralis
- Bourreria longiflora
- Bourreria maritima
- Bourreria microphylla
- Bourreria moaensis
- Bourreria mollis
- Bourreria motaguensis
- Bourreria mucronata
- Bourreria nashii
- Bourreria obovata
- Bourreria ovata
- Bourreria oxyphylla
- Bourreria pauciflora
- Bourreria polyneura
- Bourreria pulchra
- Bourreria purpusii
- Bourreria quirosii
- Bourreria radula
- Bourreria rekoi
- Bourreria rinconensis
- Bourreria rotata
- Bourreria rowellii
- Bourreria rubra
- Bourreria setosohispida
- Bourreria sonorae
- Bourreria spathulata
- Bourreria succulenta
- Bourreria superba
- Bourreria taylori
- Bourreria tomentosa
- Bourreria turquinensis
- Bourreria tuxtlae
- Bourreria urbanii
- Bourreria venosa
- Bourreria veracruziana
- Bourreria virgata
- Bourreria wrightii